# Stadtsparkasse Völklingen
Die Stadtsparkasse Völklingen war eine saarländische Sparkasse mit Sitz in Völklingen. Sie war eine Anstalt des öffentlichen Rechts und fusionierte zum 1. Januar 2017 mit der Sparkasse Saarbrücken.

## Organisationsstruktur
Das Geschäftsgebiet der Stadtsparkasse Völklingen umfasste das Stadtgebiet der Mittelstadt Völklingen, welche auch Träger der Sparkasse war. Rechtsgrundlagen waren das Sparkassengesetz für das Saarland und die Satzung der Sparkasse. Organe der Sparkasse waren der Vorstand und der Verwaltungsrat.

## Geschäftszahlen
Die Stadtsparkasse Völklingen wies im Geschäftsjahr 2016 eine Bilanzsumme von 379 Mio. Euro aus und verfügte über Kundeneinlagen von 224,63 Mio. Euro. Gemäß der Sparkassenrangliste 2016 lag sie nach Bilanzsumme auf Rang 384. Zuletzt unterhielt sie 7 Filialen/SB-Standorte und beschäftigte 81 Mitarbeiter.

## Sparkassen-Finanzgruppe
Die Stadtsparkasse Völklingen war Teil der Sparkassen-Finanzgruppe und gehörte damit auch ihrem Haftungsverbund an. Die Sparkasse vermittelte Bausparverträge der regionalen Landesbausparkasse, offene Investmentfonds der Deka und Versicherungen der Saarland Versicherung. Im Bereich des Leasing arbeitete die Stadtsparkasse Völklingen mit der Deutschen Leasing zusammen. Die Funktion der Sparkassenzentralbank nahm die Landesbank Saar wahr.